# Bureau de normalisation de l'aéronautique et de l'espace
Pour les articles homonymes, voir BNAE.
Le Bureau de normalisation de l'aéronautique et de l'espace (BNAE) est une association française loi de 1901 reconnue d’utilité publique. Fondée en 1941 par le GIFAS, la DGAC, la DGA et le CNES, le BNAE agit par délégation de l’Association française de normalisation (abrégée Afnor ou AFNOR). Il participe au développement de normes techniques européennes et internationales dans les secteurs aéronautique et spatiale. C’est une entité visant à promouvoir et à protéger les intérêts de normalisation de la France.
L'un des travaux les plus connus du BNAE dans le monde industriel est la recommandation générale « RG Aéro 00040 » qui porte sur la spécification de management de programme industriel.

## Histoire
En 1941, le Bureau de normalisation de l’aéronautique (BNAÉ) est créé. Son champ de compétence est la normalisation dans le domaine de l’aéronautique. 
En juin 1963, le BNAÉ devient une association à but non lucratif loi de 1901 à l'initiative des industriels de l'aviation et des services de la Direction Technique et Industrielle. Ses activités s'étendent désormais jusqu'au domaine spatial. L’association prend alors le nom de Bureau de normalisation de l’aéronautique et de l’espace (BNAE).
En 1968, l'association est reconnue d'utilité publique. 
Le 24 septembre 1984, conformément aux dispositions de l'article 8 du décret n° 84-74 du 26 janvier 1984, le BNAE est agréé comme bureau de normalisation par décision conjointe du ministre chargé de l'industrie, de la défense et des transports.

## Missions
- Développer des normes françaises (NF), européennes (EN) et internationales (ISO) ;
- Éditer et publier des documents spécifiques à destination des filières aéronautique et spatiale (Recommandations aéronautiques : RG.Aéro, RC.Aéro, RE.Aéro, RF.Aéro, RM.Aéro) ;
- Accompagner les organismes français (privés et publics) dans le lancement et le développement de projets de normalisation ;
- Guider et conseiller les membres de l'association dans le domaine des normes techniques (élaboration de documents normatifs, accès à des documents spécifiques, etc.)
- Gérer la participation et le développement des projets de normalisation dans le respect des principes et des exigences liés au statut et à l'exercice du rôle de bureau de normalisation (NF X 50-088 : indépendance, impartialité, transparence, ouverture et concertation, consensus, pertinence, etc.)[6] ;
- Promouvoir et protéger les intérêts de normalisation français dans les secteurs aéronautique et spatial au niveau européen et international[2].

## Domaines d'activités
Actuellement, l'organisation technique du BNAE est divisée en onze disciplines techniques et chacune d'entre-elles couvre des champs spécifiques : 
- Management de programme et ingénierie système
- Qualité et navigabilité
- Environnement
- Drones
- Aéronefs
- Espace
- Logiciels, réseaux et données
- Systèmes électriques, électroniques et avioniques
- Systèmes mécaniques et fluides
- Matéraiux et procédés

Ces disciplines sont constituées de plusieurs commissions de normalisation. 

## Organisation et gouvernance

### Président, assemblée générale, conseil d'administration
Le BNAE est gouverné par un conseil d’administration. Le président est élu pour un mandat de trois ans, renouvelable une fois. Le bureau du conseil est constitué de membres élus avec un mandat de trois ans renouvelable une fois. Il comprend : le président, le vice-président, le secrétaire et le trésorier.

### Comité technique
Le comité technique du BNAE est constitué de dix membres minimum choisis parmi les membres de l'association, dont les membres fondateurs (deux représentants de la DGA, un représentant de la DGAC, un représentant du CNES, et un représentant du GIFAS). 
Le président est désigné par le conseil d’administration. Les membres du comité technique désignent le(s) vice-président(s) sur proposition du président. La durée de leur mandat est de 3 ans renouvelable une fois.
Désignés par leur organisation d'appartenance, les membres du comité technique sont choisis pour représenter au mieux les catégories d'intérêts des secteurs aéronautique et spatiale. La liste nominative des membres est publiée annuellement et revue si besoin lors des réunions du comité technique.
Le comité technique propose des mesures pour améliorer la normalisation aéronautique et spatiale et qui peuvent contribuer à l'usage des normes du BNAE. Il se doit de piloter, de créer ou de dissoudre des commissions de branche, mais aussi d'établir, de tenir à jour et de valider le programme de normalisation. Il coordonne les activités des commissions de branche et valide les évolutions de leurs domaines d'application.  

### Disciplines techniques
Les disciplines du BNAE sont actuellement au nombre de onze et regroupent plus d'une quarantaine de commissions de normalisation.

### Commission de normalisation
Dans le respect des exigences et des principes liés au statut de bureau de normalisation, les chefs de projets du BNAE animent et encadrent des commission de normalisation afin d'élaborer des projets normatifs ou de recommandations aéronautiques. Ils définissent avec les membres la position devant être présentée et défendue à l'échelle européenne et internationale sur des projets/travaux normatifs et ils déterminent le vote français à effectuer au niveau européen et international après enquête nationale (étape du processus d'élaboration d'une norme). 

## Recommandations Générales (RG)
Le BNAE est reconnu pour la valeur ajoutée de ses Recommandations Générales, documents quasi-assimilés à des normes pour le management de programme industriel et l'application des nouvelles technologies, par exemple la Recommandation Générale « RG Aéro 00040 » ou « RG Aéro 000 723 ». 